# Porto Alegre do Tocantins
Porto Alegre do Tocantins è un comune del Brasile nello Stato del Tocantins, parte della mesoregione Oriental do Tocantins e della microregione di Dianópolis.